# George Thompson
George Thompson (Brooklyn, 29 novembre 1947 – 8 giugno 2022) è stato un cestista statunitense, professionista nella ABA e nella NBA.

## Carriera
È stato selezionato dai Boston Celtics al quinto giro del Draft NBA 1969 (66ª scelta assoluta).

## Palmarès
- ABA All-Star Game: 3

1972, 1973, 1974
- Maggior numero di tiri liberi segnati in stagione ABA: (1972-1973)
- Ventottesimo miglior marcatore di sempre ABA
- Ventinovesimo per numero di assist di sempre ABA
- Diciannovesimo per numero di tiri liberi realizzati nella storia dell'ABA